# Gellérthegy
A Gellérthegy (egybeírva, németül Kelenberg) Budapest egyik városrésze az I. és XI. kerületben. Nevét a 235 méter magas Gellért-hegyről kapta, amit területe nagyjából lefed.

## Fekvése
A Budai-hegységhez tartozó Gellért-hegy nagyrészt Budapest XI. kerületében található, kisebb északi része az I. kerülethez tartozik. Keleti oldalról a Duna, délnyugatról a Sashegy, északnyugatról a Naphegy, északról pedig a Várhegy határolja. Északkeleti végénél az Erzsébet híd, délkeleti végénél a Szabadság híd található.

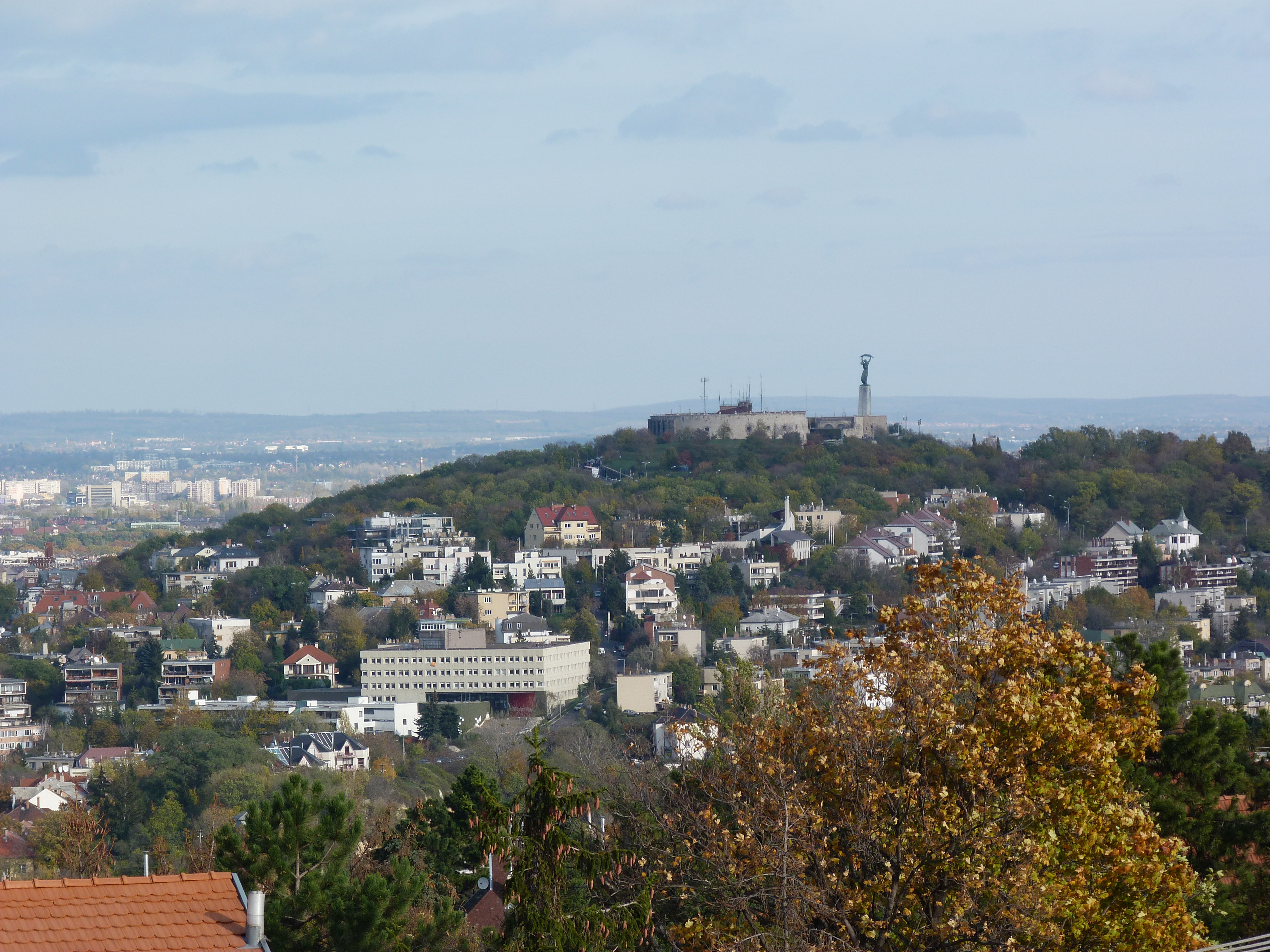
A Gellérthegy északról

### A városrész határai
A városrészt északon a XII. kerület, Krisztinaváros és a Tabán, keleten a Duna, délen Szentimreváros és Kelenföld, nyugaton pedig Sashegy városrész határolja. Pontos határai: Hegyalja út a Budaörsi úttól – Sánc utca – Orom utca – a Citadella északi sétánya és a Szirtes út elágazásához futó sétaút – Citadella északi sétánya – az I. és XI. kerület határa – Duna folyam – Kelenhegyi út – Mányoki út – Ménesi út – Alsóhegy utca – Villányi út – Budaörsi út a Hegyalja útig.

## Története

### Kelták
Régészeti leletek tanúbizonysága szerint már a kelták is oppidumot létesítettek a hegy magasabb részein és északi lejtőin. A régészek valószínűnek tartják, hogy ezt a sánccal megerősített várost és a környező területeket az eraviszkusz törzs lakta. A meredek sziklafal könnyen védhetővé tette a települést. A hely értékét csak növelte a Duna itt összekeskenyedő szakasza, amely a folyami rév, átkelőhely létesítését tette lehetővé. A legjelentősebb kereskedelmi utak is ezen az átkelőn haladtak át.
A lejtőkön kialakított teraszokon a házak mellett bronzöntő- és fazekasműhelyeket is építettek a hozzájuk tartozó edényégető kemencékkel. A feltárt házak némelyikében kézimalmokat, sütőkemencéket és agyagból tapasztott tűzhelyeket is találtak a régészek.
A római hódítás következtében az itt élőket az 1. században az esetleges felkeléseket megelőzendő letelepítették a jól védhető hegyről. Belőlük hozták létre a civitas Eraviscorum közigazgatási egységét. Később azaquincumi polgárváros területéhez tartoztak. A gazdasági fejlődéshez az eraviszkuszok főként fejlett fazekasiparukkal járultak hozzá, amely kezdetben a kelta formákat ötvözte a római ízléssel, de a későbbiekben, alkalmazkodva a légiótábor igényeihez és a divat változásaihoz, elvesztette az ősi formákat.

### Árpád-kor

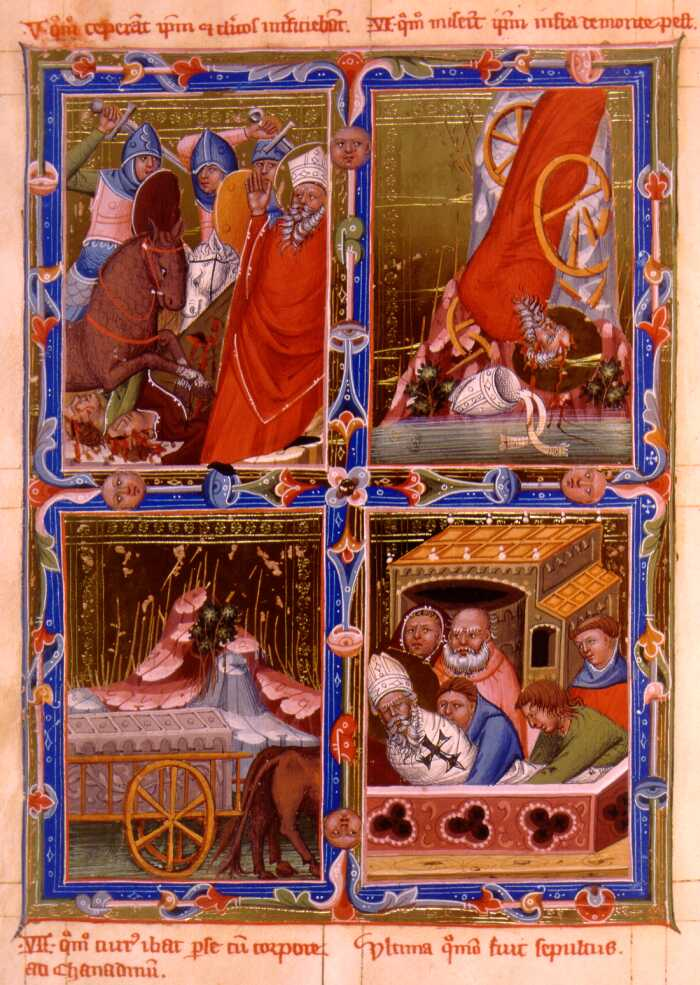
Szent Gellért legendájának ábrázolása a Magyar Anjou Legendáriumban

Az Árpád-korban a hegynek Pesti-hegy, illetve Kelen-hegy volt a neve. A „kemence” jelentésű, szláveredetű pest szó valószínűleg a hegy belsejében található barlangot és hővizes tavat, egyesek szerint az itt lévő mészégető kemencéket jelentette. Innen kapta nevét a szemközt, a Duna túloldalán kialakuló Pest városa is.
A legenda szerint 1046-ban a hegy sziklás dunai oldaláról lökték a mélybe (egyes források szerint hordóban, mások szerint talyigán) a Vata-féle pogánylázadás résztvevői a hittérítő Gellért püspököt. Bár a legenda valóságtartalma megkérdőjelezhető, a 15. századtól a hegyet Szent Gellért-hegynek (Mons Sancti Gerhardi) is szokták nevezni. 
Más felfogás szerint nem pogány magyarok, hanem a méltatlan Szent István-unokaöcs, a velencei dózse fia, a letett Orseolo Péter király magyar főnemesi ellenfelei végeztek a velencei bencés térítőpüspökkel, mert olaszként potenciális árulónak tartották. Gellért tehát nem kereszténysége (hitvallósága), hanem nemzetisége miatt veszett el.
II. Lajos király a Gellért-hegy alatti táborból indult katonáival a mohácsi csatatérre.

### 16–18. század
A török hódoltság idején a hegytetőn álló kápolna helyére palánkvárat építettek. A törökök a hegy lábánál fürdőket építettek, amelyek az itt feltörő hőforrásokból nyerték a vizet. A Gellért-hegy elnevezés csak a tizenötödik században vált általánossá. A Budát közel másfél évszázadig (1541 és 1686 között) a kezükben tartó törökök a szentként tisztelt és a hegy tetején eltemetett Gürz Eliász muzulmán papról Gürz Eliász dombjának nevezték-Evlija Cselebi 1660-1664-es magyarországi utazásairól írt művében ez áll: "A budai vámfelügyelő elbeszélése szerint Gül-baba dombjától, a Közép-hegyektől és Muhabad dombjaitól  (mai Svábhegy) egész a Gürz-Eliász hegyig és Kile ovaszi (ma Kelenföld) dombjaiig menve, onnan pedig egész Ó-Budáig széltében és hosszában három órányi helyen 7000 szőllőkert van."
A 17. században a hegy gyakran szerepel a hazai boszorkányperekben, mint a boszorkánytáncok, boszorkánygyűlések helyszíne. Még a más vidékeken tapasztalt boszorkányjárást is „szentgellértre való járásnak” nevezték el.

### 19. század

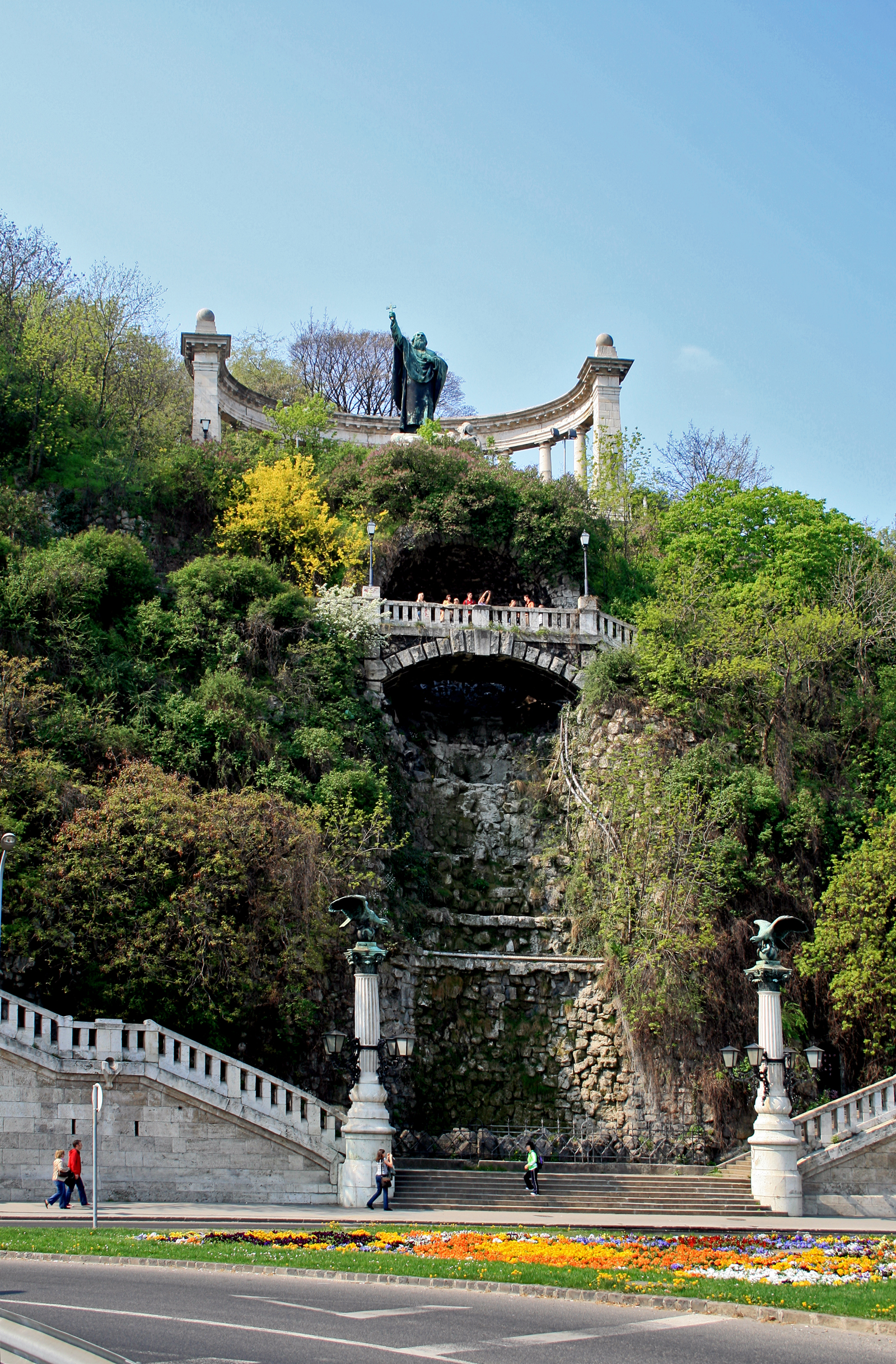
Szent Gellért szobra és a nagy vízesés

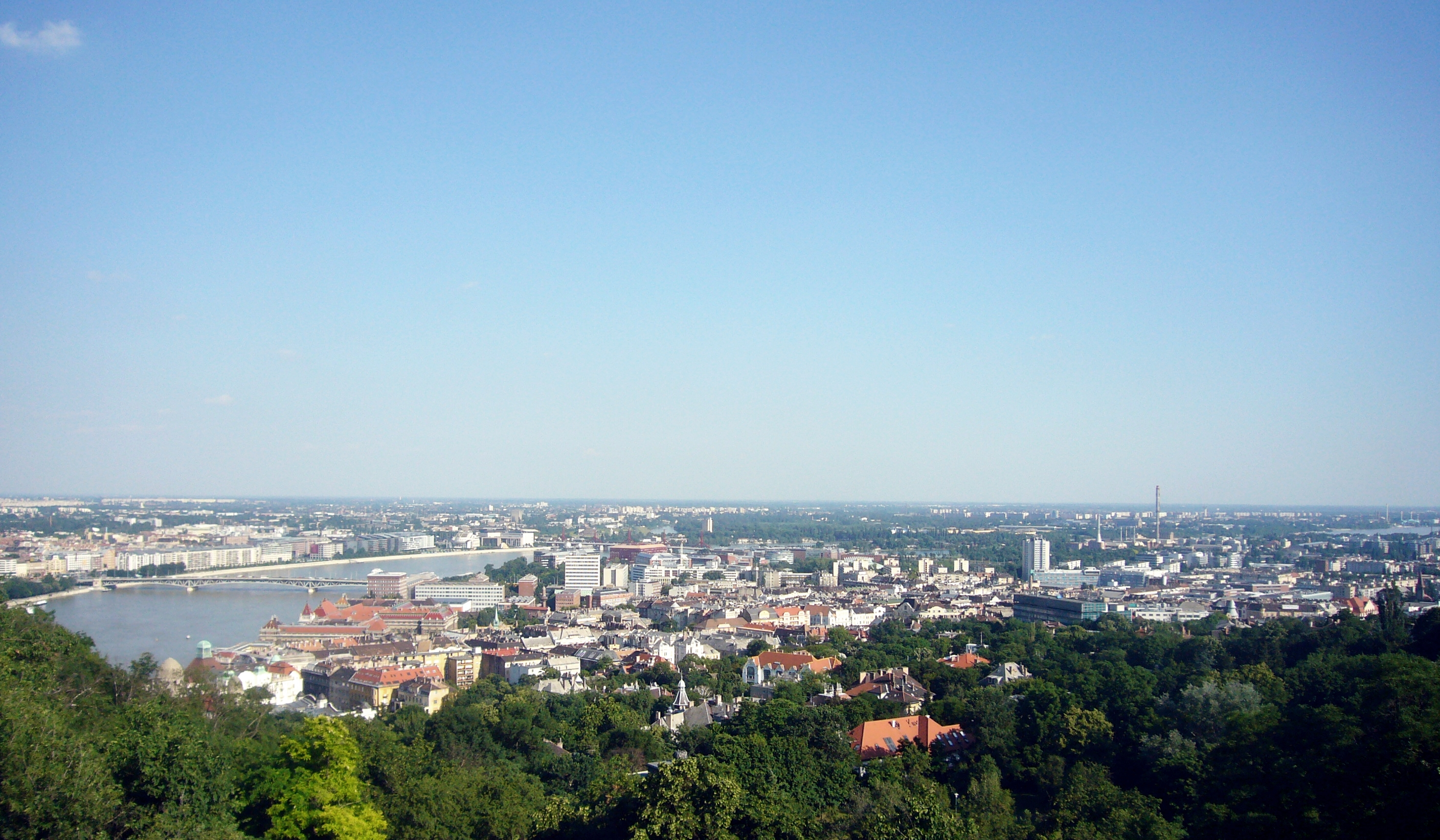
Újbuda látképe a városrészből

József nádor kezdeményezésére a hajdani palánkvár helyén 1813 és 1815 között felépítették a Nagyszombatról Budára költözött egyetem csillagvizsgálóját, amely 1849-ben, Buda ostromakor megsemmisült.
1847-ben a budai közgyűlés, Döbrentei Gábor javaslatára a hegynek a Kelen-bérc nevet adta, így „hivatalosan” ma is ez a hegy neve.

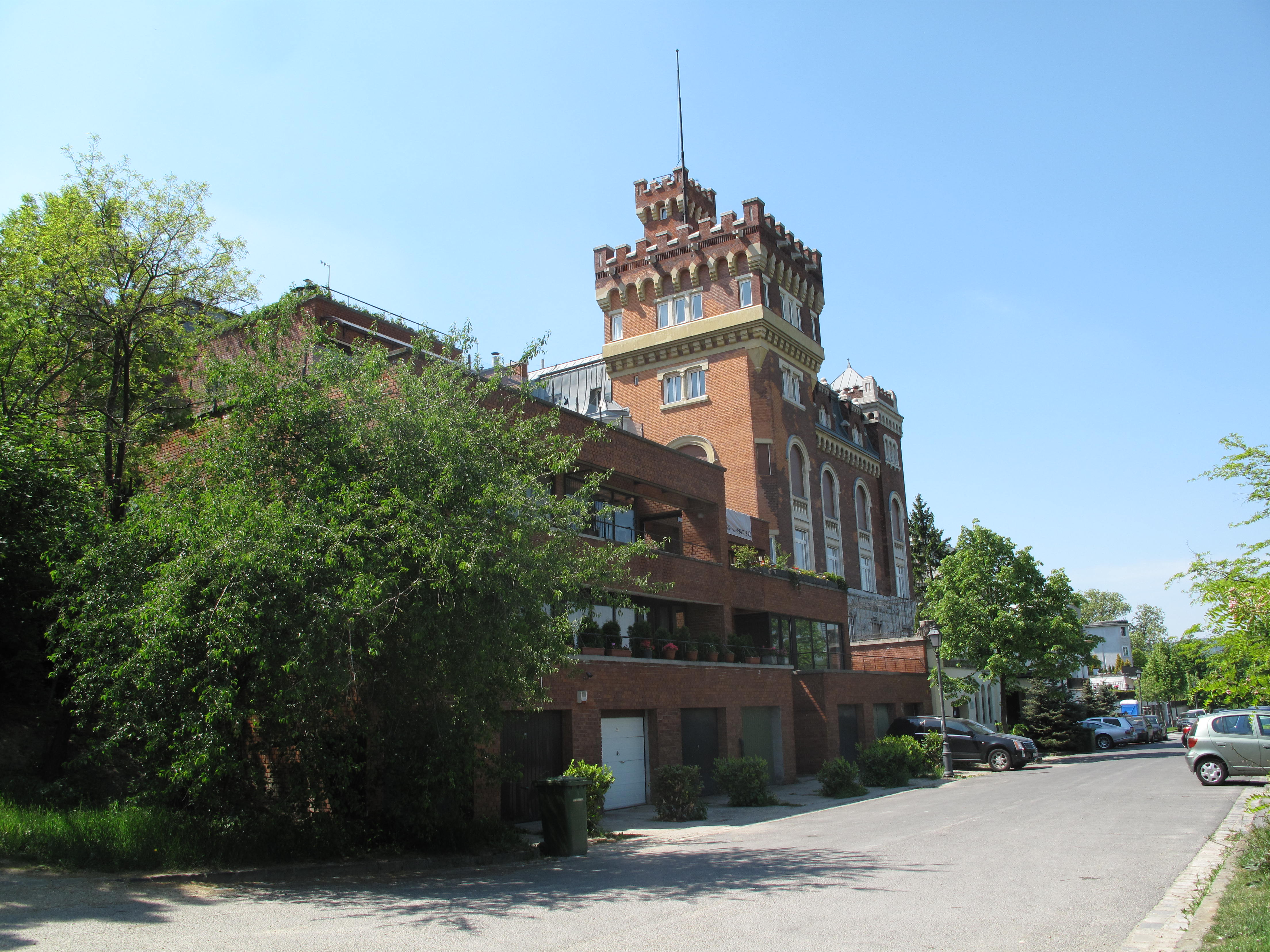
Egy érdekes épület a Tabán felőli lejtőn: a Schoch–Hegedüs-villa

1851-ben Haynau felépíttette a Citadellát. A kiegyezés után a citadella erődjellege fokozatosan megszűnt.
Addig a hegy oldalát szőlő borította, a terület a híres budai borvidék részét alkotta. A 19. századvégén azonban a filoxéra következtében a szőlő itt is teljesen kipusztult. A használatlanná vált hegyoldalakat ekkor kezdték el beépíteni.
A hegy keleti meredek sziklafalát a Duna árvizeitől védő és az észak-déli közlekedést biztosító Szent Gellért rakpart 1898–1899 között épült.

### A 20. századtól napjainkig
Az 1904-ben épült Gellérthegyi víztároló 1974–1980 között nyerte el mai formáját. 
Az 1920-as években kezdték el parkosítani a hegy északi lejtőit és sétányokat építettek. A déli oldalon található a Szent Iván-barlang, amelyben 1926-ban a franciaországi Lourdes-i barlang mintájára sziklakápolnát alakítottak ki. A Magyarok Nagyasszonya-sziklatemplomot az egyetlen magyar alapítású szerzetesrendnek, a Pálos rendnek adományozták. A bejárata feletti sziklaoromra 1936-ban állítottak kivilágított fakeresztet. Ezt a Rákosi-rendszer idején, 1951-ben ledöntötték, a templomot bezáratták és befalaztatták.
A délnyugati lankákon elterülő Jubileumi park 1965-ben, a kommunista felszabadulás huszadik évfordulójára készült el. (Átadása óta a játszóteret és a virágágyásokat leszámítva nem volt felújítva.) Akkor épült ki teljesen az aszfaltozott burkolatú sétányok hálózata, mészkő lépcsőkkel és a feketére mázolt masszív acélkorlátokkal.
1989-ben, a rendszerváltás után a kegyhelyet visszakapta a pálos rend. A templomot elbarikádozó betonfalat 1992-ben bontották le. Ekkor már felmerült a ledöntött kereszt visszaállításának gondolata. Az új keresztet Pomsár András építész tervezte, felállítására 2001-ben került sor.

## Látnivalók, turizmus

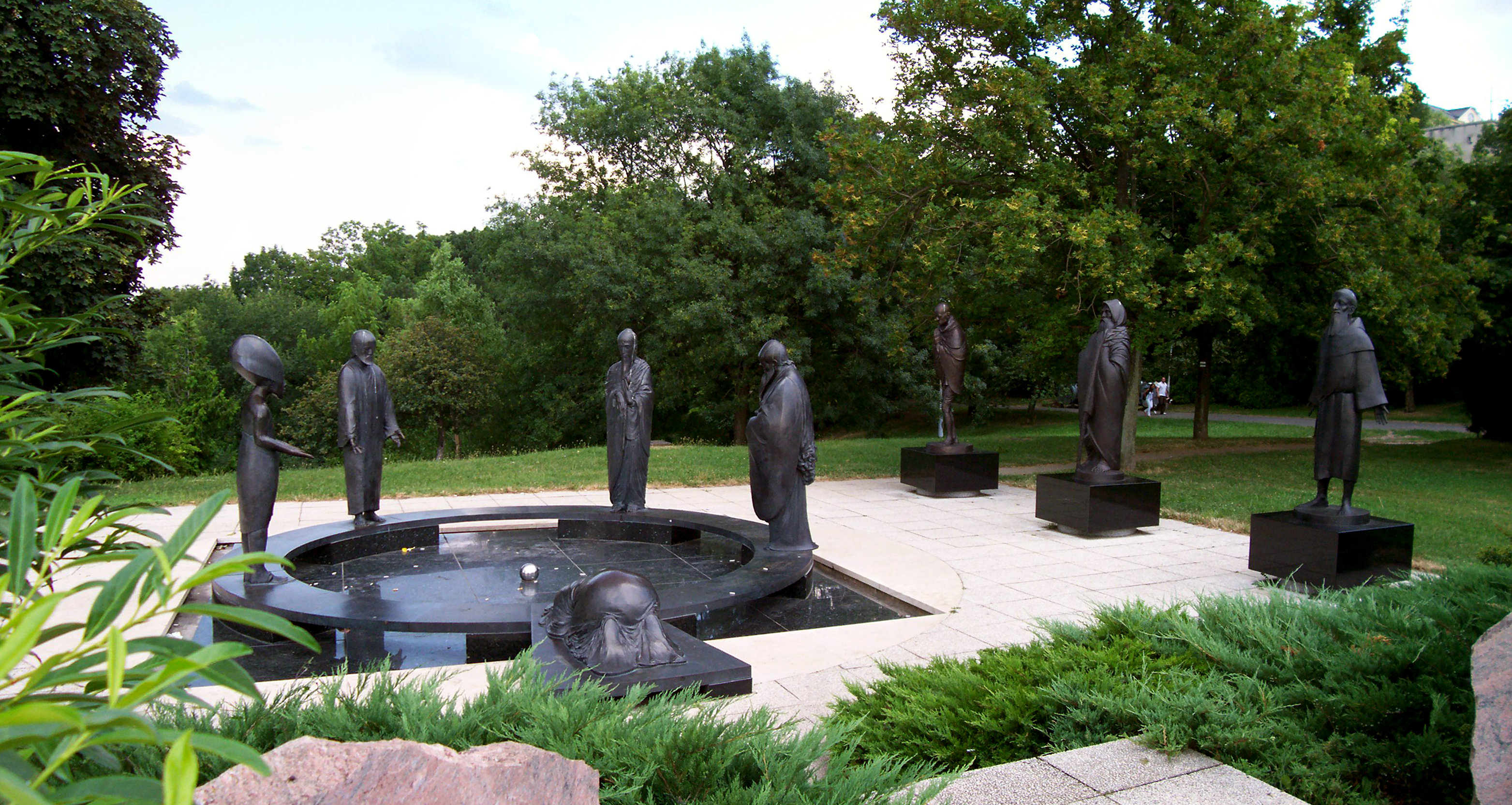
Filozófiai kert

- Magyarok Nagyasszonya-sziklatemplom
- Szent István-szobor – Kő Pál 2001-es, mészkőből készült alkotása[9]
- Citadella
- Szabadság-szobor
- Szent Gellért püspök szobra – Az 1904-ben felállított, a Fővárosi Közmunkák Tanácsa megbízásából készült szobor főalakját Jankovits Gyula szobrász alkotta, a pogány alak megformálója Gárdos Aladár volt, az építész pedig Francsek Imre.
- Nagy vízesés
- Gellérthegyi víztároló
- TIT Uránia Csillagvizsgáló
- Jubileumi Park
- Filozófiai kert – Wagner Nándor szoborcsoportja (felavatták: 2001-ben, a 2006-os rongálás után helyreállítva: 2010-ben)[10]
- Kilátókő-szobor – Buda királyfi és Pest királykisasszony; Lesenyei Márta Vadász Györggyel közös szobra, 1982[11] vagy 1984[12]